# Richterambt Borne
De gemeente Borne is ontstaan uit het richterambt Borne. 
Het richterambt Borne bestond uit het kerkdorp Borne en de buurschappen Zenderen, Hertme en Bornerbroek. Het bestuur werd gevormd door een door de Staten van Overijssel aangestelde Richter, gesecondeerd door een aantal dorpelingen. Het richterambt Borne kende twee marken, Zenderen-Bornerbroek en Hertme. Het bestuur van deze marken was samengesteld uit een holt- of markerichter, bijgestaan door een aantal goedsheren, eigenaren van de gewaarde erven, die van oudsher het recht hadden op een aandeel op de woeste gronden in de marke gelegen. Bovendien was een belangrijke rol in het bestuur weggelegd voor de drost van Twente. Deze sprak recht in criminele-, bezits- en huwelijkszaken en kon drostendiensten opleggen. De drost werd benoemd door de Staten van Overijssel; hij moest een havezate hebben en lid zijn van de Hervormde Kerk. In 1811 werd Nederland naar aanleiding van een keizerlijk (Napoleon) decreet verdeeld in departementen, arrondissementen, kantons en marieën. De mairie Borne lag in het arrondissement Almelo. Door de prefect van Almelo werd op 10 april 1811 in Borne het gemeentebestuur geïnstalleerd. Daarmede was de "oprichting" van de gemeente Borne een feit geworden.